# Schulhausplatz (Baden)

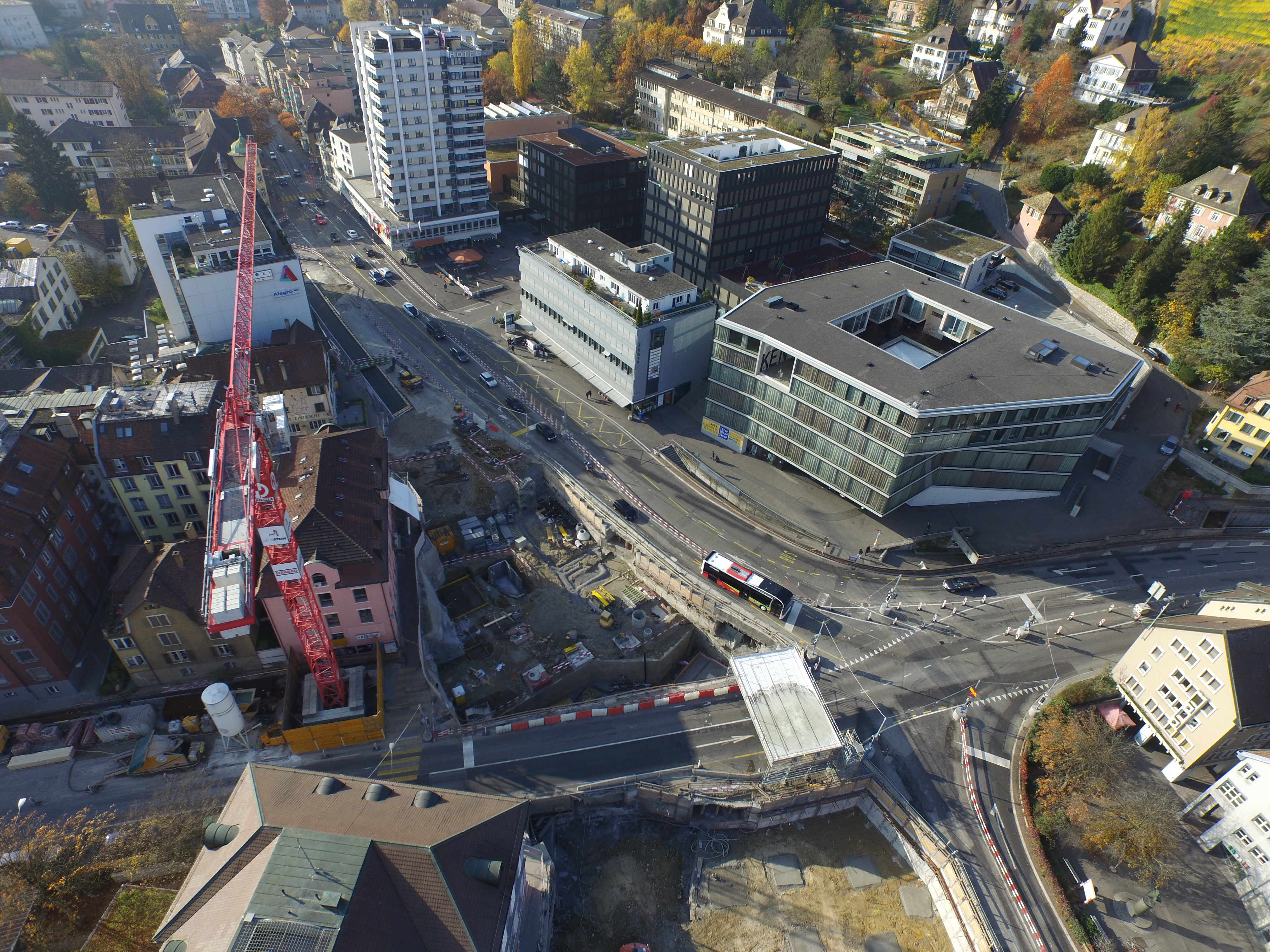
Luftansicht im November 2015

Der Schulhausplatz ist ein wichtiger Verkehrsknotenpunkt in Baden im Kanton Aargau. Er ist Kreuzungspunkt von vier bedeutenden Hauptstrassen und gehört zu den verkehrsreichsten Plätzen der Schweiz. Benannt ist er nach dem 1856/57 erbauten Bezirksgebäude an seiner Südseite, das ursprünglich als Schulhaus genutzt wurde.

## Beschreibung
Der Schulhausplatz liegt südlich der Altstadt, zwischen dem Schlossberg und der Limmat. Von hier aus führen Strassen in vier Himmelsrichtungen: Ostwärts über die Hochbrücke nach Wettingen, nach Norden durch den Schlossbergtunnel in Richtung Brugg, nach Westen auf der Mellingerstrasse zum Anschluss Baden-West der Autobahn A1 in Dättwil sowie nach Süden auf der Neuenhoferstrasse zum Autobahnanschluss Baden-Ost bei Neuenhof. Zusätzlich münden in unmittelbarer Nähe zwei Nebenstrassen ein: Im Südwesten die Zürcherstrasse und im Nordosten die Weite Gasse durch die Badener Altstadt.
Nicht nur für den Individualverkehr, sondern auch für den öffentlichen Personennahverkehr ist der Schulhausplatz ein wichtiger Knotenpunkt. 2017 fahren acht Postauto-Linien und sechs Linien der RVBW über den Platz. Mit durchschnittlich 47'000 Motorfahrzeugen und 1460 Bussen täglich gehört der Schulhausplatz zu den verkehrsreichsten Strassenkreuzungen der Schweiz. Damit der rege Busverkehr nicht behindert wird, fahren die Busse in Nord-Süd-Richtung durch einen Tunnel unter dem Platz.

## Geschichte

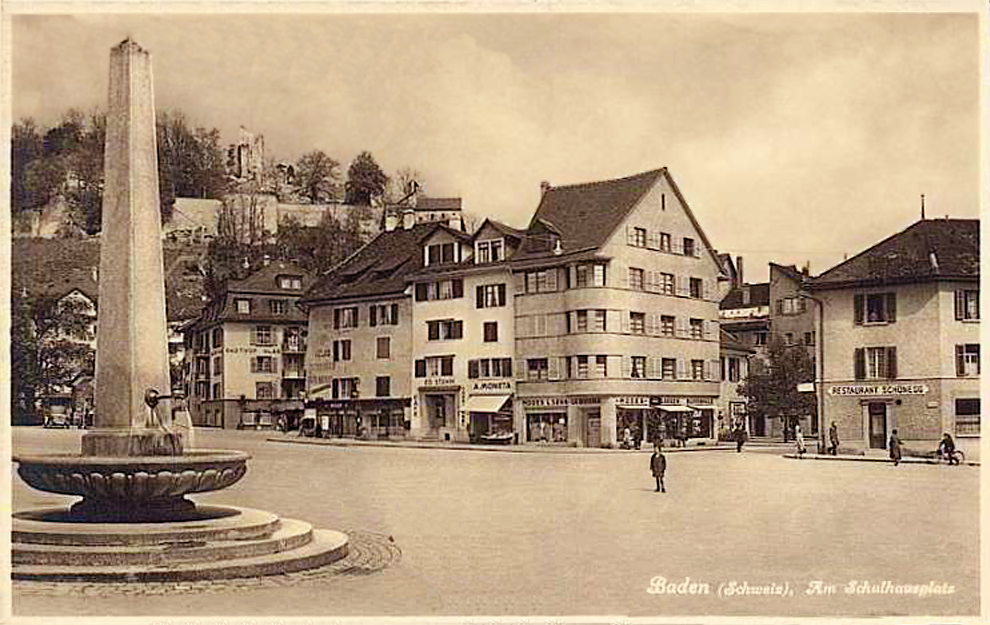
Der Schulhausplatz Mitte der 1930er Jahre

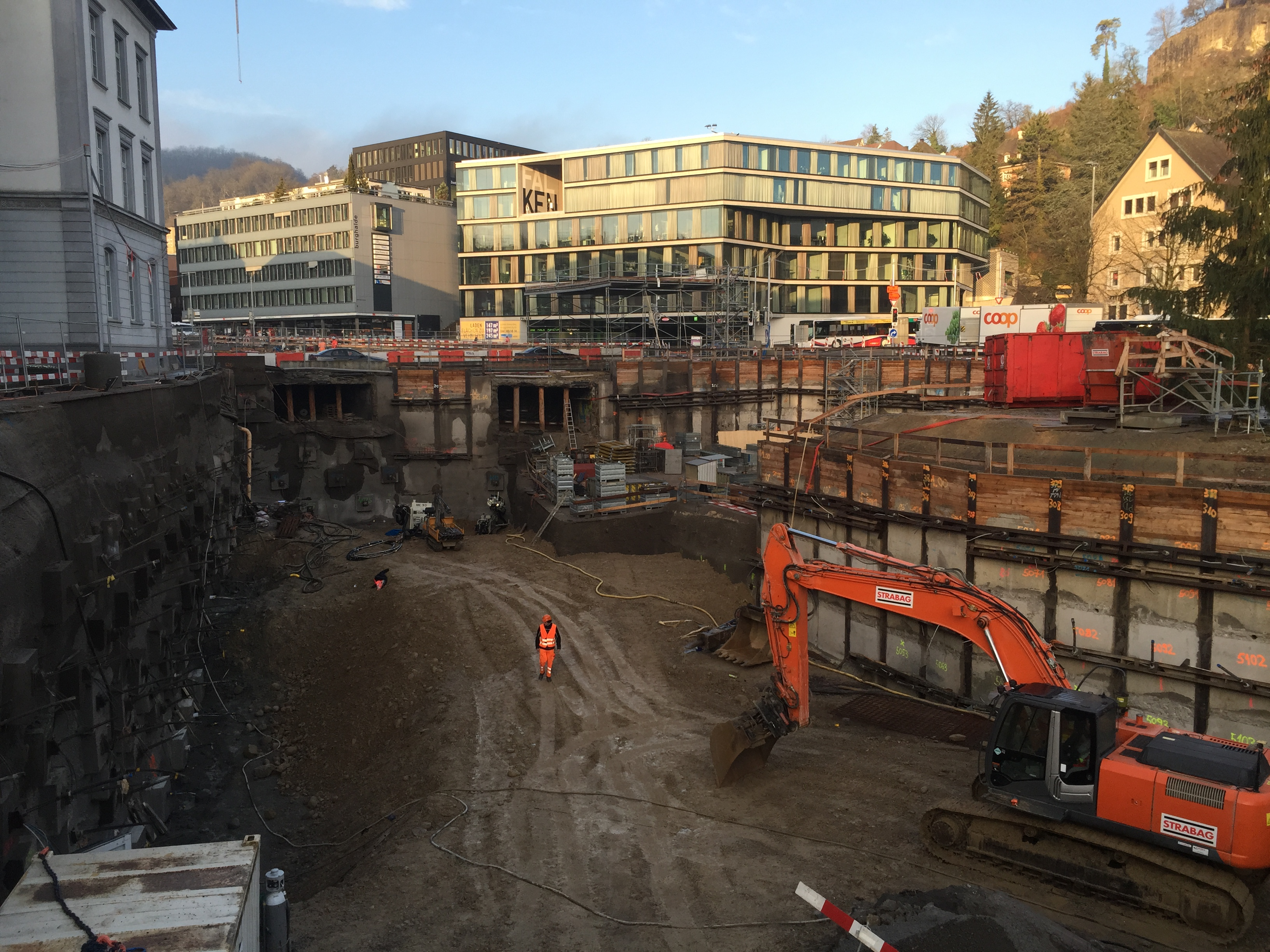
Bauarbeiten im Dezember 2015

Bis ins 20. Jahrhundert hinein war der spätere Schulhausplatz keine eigentliche Kreuzung, sondern eine Fortsetzung der Weiten Gasse, die sich im Bereich des städtischen Schulhauses knapp südlich der früheren Stadtmauer in die Hauptstrassen nach Mellingen und Neuenhof verzweigte. Seit 1847 bestand ein höhengleicher Bahnübergang der Bahnstrecke Zürich–Baden, die etwas nördlich davon den Schlossberg im 80 Meter langen Schlossbergtunnel durchquerte. Gesichert war der Übergang durch Schranken. 1926 wurde die Hochbrücke über die Limmat eröffnet, welche die gesamte Talsenke überspannte. Die von Wettingen her kommende Strasse führte nun bis vor das Schulhaus, wodurch die Fläche einen platzartigen Charakter annahm.
Zwar waren die meisten Verkehrsteilnehmer in den ersten Jahren Radfahrer, doch schon bald erkannten die Stadtbehörden, dass sich der Schulhausplatz zu einem neuralgischen Punkt entwickeln würde. Nicht nur der Bahnübergang stellte ein Problem dar, sondern auch die Durchfahrt durch die Weite Gasse. 1929 schrieb der Stadtrat einen Wettbewerb aus, um den Durchgangsverkehr zu entflechten. Er blieb aber ebenso erfolglos wie ein Projekt der kantonalen Baudirektion im Jahr 1942. In der Weiten Gasse zählte man 1948 durchschnittlich 3'700 Motorfahrzeuge und 13'000 Fahrräder pro Tag, nur fünf Jahre später war die Zahl auf 8'500 bzw. 16'000 angestiegen. Darüber hinaus sorgten täglich 230 Züge dafür, dass die Schranken jeweils über fünf Stunden geschlossen waren. Nicht selten kam es auf der Mellingerstrasse zu Rückstaus von bis zu drei Kilometern Länge. Im Volksmund wurde der Platz wegen seiner Unübersichtlichkeit scherzhaft als «Piazza Insalata» bezeichnet.
Eine vom Stadtrat eingesetzte Kommission, der auch der Verkehrsplaner Kurt Leibbrand angehörte, präsentierte 1953 einen Bericht zuhanden der Einwohnergemeinde. Während die «grosse Bahnverlegung», die auf Stadtgebiet eine vollständige Verlegung der Bahnstrecke in den Untergrund sowie einen neuen Bahnhof im Innern des Schlossbergs vorsah, an den als zu hoch empfundenen Kosten scheiterte, fand die «kleine Bahnverlegung» die Zustimmung der Gemeindeversammlung. Durch den Bau des Kreuzlibergtunnels für die Eisenbahn und den Umbau des Schlossbergtunnels für die spätere Nutzung durch den Strassenverkehr sollten die Verkehrsströme entflochten werden. Nach der Genehmigung des 25,7 Millionen Franken teuren Vorhabens durch den Grossen Rat des Kantons Aargau im Jahr 1955 begann im Oktober 1957 die Umsetzung. Am Cordulaplatz, der nordöstlich an den Schulhausplatz angrenzt, musste eine ganze Häuserzeile abgerissen werden. Als Ersatz entstanden Neubauten, die volumetrisch an die Altstadt angepasst sind. Der Kreuzlibergtunnel wurde am 1. Oktober 1961 nach vierjähriger Bauzeit eröffnet, wodurch das Bahntrassee über den Schulhausplatz aufgehoben werden konnte. Schliesslich waren Ende Oktober 1965 auch die Umbauarbeiten im Schlossbergtunnel abgeschlossen. Nun dominierte eindeutig der motorisierte Individualverkehr den Platz, während Fussgänger und Radfahrer mit Unterführungen vorliebnehmen mussten.
In den folgenden vier Jahrzehnten vervierfachte sich die Anzahl der über den Platz fahrenden Motorfahrzeuge. Während der Radverkehr stark abnahm, erlebte der öffentliche Busverkehr durch Einführung mehrerer neuer Linien und Fahrplanverdichtungen einen deutlichen Zuwachs. Vor allem während der Stosszeiten steckten die Busse immer öfter in Verkehrsstaus fest, mit negativen Auswirkungen auf die Pünktlichkeit. Aus diesem Grund planten Stadt und Kanton einen umfassenden Neubau des Schulhausplatzes und die Sanierung des Schlossbergtunnels. Von den Kosten in der Höhe von 94,7 Millionen Franken (für beide Vorhaben zusammen) übernimmt die Stadt Baden 47,3 Millionen. In einer kommunalen Volksabstimmung am 27. November 2011 wurde das Projekt mit einem Ja-Anteil von 59,7 % angenommen. Zwei Wochen später genehmigte der Aargauer Regierungsrat den kantonalen Beitrag.
Das Projekt, dessen Umsetzung im Juli 2015 begann, sieht mehrere Massnahmen vor. Von zentraler Bedeutung ist die Beschleunigung des Busverkehrs, indem vom Bahnhof Baden her kommende Busse stadtauswärts keine Fahrspuren mit Gegenverkehr mehr kreuzen müssen. Zu diesem Zweck durchqueren sie den Schlossberg nicht im eigentlichen Schlossbergtunnel, sondern in der darunter liegenden «Tunnelgarage», wo eine Rampe und ein Bustunnel abzweigen. Über die Rampe gelangen die Busse kreuzungsfrei auf die Mellingerstrasse. Der Bustunnel unterquert den Schulhausplatz in einem weiten Bogen und erreicht vor der Hochbrücke wieder die Oberfläche. Angestrebt werden Zeitgewinne von bis zu zehn Minuten. Ausserdem werden die gesamte Verkehrsfläche des Platzes saniert, die Ampelanlagen modernisiert, der angrenzende Cordulaplatz aufgewertet sowie die unterirdischen Fussgänger- und Radfahrerpassagen attraktiver gestaltet. Im Frühling 2018 ging die Kreuzung wieder vollumfänglich in Betrieb, am 18. August 2018 wurde unter Beisein von politischen Vertretern der Schulhausplatz mit der unterirdischen Ladenpassage feierlich eingeweiht. Aufgrund von Bauverzögerungen bei den nördlichen Zufahrten ging der Bustunnel am 29. April 2019 in Betrieb, zunächst für Postautos. Die Busse der RVBW nutzten den Tunnel ab 23. Mai 2019.